# Перрі-Голл (Меріленд)
Перрі-Голл (англ. Perry Hall) — переписна місцевість (CDP) в США, в окрузі Балтимор штату Меріленд. Населення — 29 409 осіб (2020).

## Географія
Перрі-Голл розташоване за координатами 39°24′24″ пн. ш. 76°28′40″ зх. д. / 39.40667° пн. ш. 76.47778° зх. д. (39.406741, -76.477793).  За даними Бюро перепису населення США в 2010 році переписна місцевість мала площу 18,07 км², з яких 18,06 км² — суходіл та 0,01 км² — водойми.

## Демографія
Згідно з переписом 2010 року, у переписній місцевості мешкали 28 474 особи в 11 502 домогосподарствах у складі 7788 родин. Густота населення становила 1576 осіб/км².  Було 11859 помешкань (656/км²).
Расовий склад населення:
| - 79,3 % — білих - 9,6 % — чорних або афроамериканців - 8,2 % — азіатів - 0,2 % — корінних американців |

До двох чи більше рас належало 2,2 %. Частка іспаномовних становила 2,7 % від усіх жителів.
За віковим діапазоном населення розподілялося таким чином: 21,2 % — особи молодші 18 років, 66,0 % — особи у віці 18—64 років, 12,8 % — особи у віці 65 років та старші. Медіана віку мешканця становила 39,8 року. На 100 осіб жіночої статі у переписній місцевості припадало 89,5 чоловіків;  на 100 жінок у віці від 18 років та старших — 85,3 чоловіків також старших 18 років.
Середній дохід на одне домашнє господарство  становив 91 116 доларів США (медіана — 77 115), а середній дохід на одну сім'ю — 106 559 доларів (медіана — 96 146). Медіана доходів становила 62 249 доларів для чоловіків та 52 421 долар для жінок. За межею бідності перебувало 6,4 % осіб, у тому числі 8,7 % дітей у віці до 18 років та 6,5 % осіб у віці 65 років та старших.
Цивільне працевлаштоване населення становило 15 974 особи. Основні галузі зайнятості: освіта, охорона здоров'я та соціальна допомога — 29,8 %, науковці, спеціалісти, менеджери — 12,3 %, роздрібна торгівля — 10,6 %.